# كولن كامبل (لاعب كرة قدم تشيلي)
كولن كامبل (بالإسبانية: Colin Campbell)‏ (10 فبراير 1883 ببوينس آيرس في الأرجنتين - 21 مايو 1972 ببوينس آيرس في الأرجنتين) هو مدرب كرة قدم ولاعب كرة قدم تشيلي وأرجنتيني في مركز الدفاع. شارك مع منتخب الأرجنتين لكرة القدم ومنتخب تشيلي لكرة القدم. أما مع النوادي، فقد لعب مع Estudiantes de Buenos Aires ‏ وSantiago National F.C. ‏.

## وصلات خارجية
- كولن كامبل على موقع ناشيونال فوتبول تيمز (الإنجليزية)
- كولن كامبل على موقع عالم كرة القدم.نت (الإنجليزية)